# Drivers License
A Drivers License (kisbetűvel stilizálva) Olivia Rodrigo amerikai énekesnő debütáló kislemeze, amelyet 2021. január 8-án adott ki a Geffen Records Rodrigo későbbi Sour című bemutatkozó nagylemezének egyik dalaként. A dalt Rodrigo és a producer, Dan Nigro írták, témája egy szerelmi csalódás és az ezt követő érzelmek, műfaja indie pop, bedroom pop és power pop, stílusa jellemzően minimalista. A kiadás napján megjelent egy hivatalos videóklip is az énekesnő YouTube-csatornáján.
A Drivers License nagy sikert aratott a kritikusok körében, és számos rekordot megdöntött. Négy nappal a kiadása után ez lett az egy nap alatt legtöbbet hallgatott, nem karácsonyi témájú szám a Spotify-on, és első helyen debütált a Billboard Hot 100 listáján – ezzel Rodrigo lett a legfiatalabb művész, aki ezt elérte. Az Amerikai Hanglemezgyártók Szövetsége (RIAA) dupla platinaemezként sorolta be a számot. A dal az Egyesült Államokon kívül többek között Magyarországon, Ausztráliában, Kanadában, Írországban, Új-Zélandon és az Egyesült Királyságban is elérte a slágerlisták első helyét, de az első tízbe került Brazíliában, Franciaországban, Németországban, Olaszországban és Spanyolországban is.

## Előzmények és kiadás
Rodrigo a Disney+ High School Musical: A musical: A sorozat (2019-) című sorozatának betétdalaként írta és adta elő első szélesebb körben is ismert számát (All I Want), amely felkerült a Billboard Hot 100 listára, és aranylemez minősítést kapott az Amerikai Hanglemezgyártók Szövetségétől. Ezek után Rodrigo 2020-ban szerződést kötött a Geffen Records lemezkiadóval, az Interscope Records leányvállalatával, azzal a szándékkal, hogy 2021-ben kiadja debütáló kislemezét. 2020 során többször is említette a számot, és részleteket posztolt belőle Instagramon.
A számot 2021. január 4-én jelentették be hivatalosan, négy nappal később pedig megjelent minden digitális zenei- és streamingszolgáltató felületén. Ezzel egy időben került fel a YouTube-ra a hivatalos videóklip is.

## Videóklip
A négy perces videóklipben, amelyet Matthew Dillon Cohen rendezett, Rodrigo a jogosítványa átvétele után a külvárosi utcákon autózik céltalanul, visszaemlékezve egy nemrég véget ért romantikus kapcsolatra. A videó kedvező kritikákat kapott, és 2021. március 26-ig több, mint 166 millió 700 ezer megtekintést szerzett YouTube-on.

## Minősítések
| Régió | Minősítés  | Eladott példányszám |
| --- | ---------- | ------------------- |
| Ausztrália (ARIA) | 2× platina | 140 000‡            |
| Ausztria (IFPI Austria)                                                                                                 | platina    | 30 000‡             |
| Belgium (BEA) | platina    | 40 000‡             |
| Kanada (Music Canada)                                                                                                   | 3× platina | 240 000‡            |
| Dánia (IFPI Denmark) | arany      | 45 000‡             |
| Németország (BVMI) | arany      | 200 000‡            |
| Olaszország (FIMI) | platina    | 70 000‡             |
| Új-Zéland (RMNZ) | platina    | 30 000‡             |
| Lengyelország (ZPAV) | arany      | 10 000‡             |
| Portugália (AFP) | platina    | 10 000‡             |
| Spanyolország (PROMUSICAE)                                                                                              | platina    | 40 000‡             |
| Svájc(IFPI Switzerland)                                                                                                 | platina    | 20 000‡             |
| Egyesült Királyság (BPI)                                                                                                | platina    | 600 000‡            |
| Egyesült Államok (RIAA)                                                                                                 | 3× platina | 3 000 000‡          |
| Streaming |            |                     |
| Görögország (IFPI Greece)                                                                                               | arany      | 3 000*              |
| ‡ Eladási+streaming példányszámok kizárólag a minősítés alapján. † Csak streaming számok kizárólag a minősítés alapján. |            |                     |